# جایزه خشت طلایی
جایزه خشت طلایی رقابت و رویداد بین‌المللی در حوزه مدیریت شهری است. خشت طلایی رقابتی در حوزه ایده‌های خلاقانه شهری به ابتکار و مدیریت مرکز ارتباطات و امور بین‌الملل شهرداری تهران از سال ۱۳۹۳ بنیان گذاشته شده‌است. مراسم پایانی آن و معرفی ایده‌های خلاقانه و متمایز مدیریت شهری هر سال روز نهم آبان‌ماه برابر با سی‌ویک اکتبر همزمان با روز جهانی شهرها در تهران برگزار می‌شود. پنجمین دوره این رقابت زمستان ۱۳۹۹ برگزار شده‌است. عنوان شده‌است رقابت خشت طلایی از پنجمین دوره به عنوان رویدادی در حوزه مسائل شهری در تقویم جهانی نیز قرار گرفته و. به افزایش ضریب نفوذ شهرداری تهران در سازمان‌های جهانی کمک می‌کند. پل طبیعت در تهران از جمله پروژه‌های مطرح برگزیده این رقابت است.

## معرفی
جایزه خشت طلایی رویداد بین‌المللی، برای تحقق هم‌افزایی مشارکت شهرها، نیز دست‌یابی به توسعه شهری و ترویج و انتقال تجارب موفق جهانی پایه‌گذاری شده‌است. در اجرا و برگزاری جایزه خشت طلایی سازمان‌ها و سمن‌های بین‌المللی متعددی از جمله متروپلیس (Metropolis) با دبیرخانه جایزه همکاری دارند. دبیرخانه جایزه خشت طلایی علاوه بر برگزاری رقابت و داوری آثار، متناسب با مقتضیات و ضرورت‌های جاری جهانی برنامه‌هایی جانبی با موضوع‌های خاص را در دستور کار قرار می‌دهد. به برگزیدگان خشت طلایی، تندیس و گواهینامه اهدا می‌شود.
موضوع‌های مورد توجه رقابت
خشت طلایی ایده‌های جذاب و خلاقانه حوزه مسائل شهری را مورد توجه قرار می‌دهد. در هر دوره با انتشار فراخوان به‌طور متعین موضوع‌های رقابت را اعلام می‌کند که معمولاً در یکی از حوزه‌های زیر است.
- معماری، شهرسازی و حفاظت از میراث فرهنگی
- توسعه پایدار، تاب آوری و زیست پذیری شهری
- توسعه زیرساخت‌ها، حمل و نقل عمومی و خدمات شهری
- مشارکت شهروندان و توسعه فرهنگی و اجتماعی شهر
- نوآوری، فن‌آوری و شهر هوشمند
- اقتصاد شهری، سرمایه‌گذاری و کارآفرینی
- حکمروایی محلی، برنامه‌ریزی و مدیریت شهری

معیارها و فرایند داوری
داوری آثار و پروژه‌های حاضر در رقابت، طی دو مرحله انجام می‌گیرد و برخی شاخص‌هایی داوری به شرح زیر است.
- همه شمولی اجتماعی و اقتصادی و ایجاد فرصت‌ها و مزایای عادلانه برای همه شهروندان
- توجه جامع به ابعاد مختلف توسعه پایدار و مقاوم‌سازی برای مقابله با بحران‌های طبیعی و انسان ساخت
- ارتقاء کیفیت زندگی در شهر، افزایش رضایت و فرصت تجربه شهروندان از زندگی شهری
- افزایش دسترسی، تعاملات اجتماعی و تعلق خاطر نسبت به شهر،
- توجه به حق شهروندان نسبت به شهر، گفتگو و ارزش گذاری متقابل بین شهروندان
- خلاقیت و نوآوری، بهره‌وری، شفافیت، مشارکت پذیر
- تکیه بر ظرفیت‌های درونی، هویت و فرهنگ بومی و محلی شهرها و شهروندان

رویدادهای مرتبط
- در چهارمین دوره جایزه خشت طلایی برخی از اعضاء شورای اسلامی شهر تهران در این رویداد و رقابت تقدیر شدند و همین مسئله اعتراض و تذکر یکی از اعضاء شورای اسلامی شهر تهران را در پی داشت. الهام فخاری در نقد این اقدام گفت: «اهدای جایزه خشت طلایی و نوآوری شهری به اعضای شورای شهر که یک نهاد نظارتی، سیاست گذار و فرادست شهرداری تهران به‌شمار می‌رود درست نیست. داوری و اهدای جایزه به نهاد نظارتی فرداست با تکالیف قانونی در تعارض است و خلاف قانون می‌باشد.»[۱۴]

## ضوابط رقابت
تمام شهرها، مناطق شهری و دولت‌های محلی از سراسر جهان امکان حضور در این رقابت حوزه مسائل شهری را دارند. شرایط حضور در رقابت بر اساس اعلام دبیرخانه به شرح زیر است.
- پروژه شهری اجرا شده و به پایان رسیده باشد.
- محل اجرای پروژه در درون یا حریم شهرها باشد.
- دارای الگوی تجاری یا تجربی در یکی از محورهای فراخوان باشد.
- به‌طور مستقیم توسط شهرداری‌ها وسازمان‌های محلی یا با مشارکت مؤثر آن‌ها توسط بخش‌های خصوصی، عمومی یا دولتی اجرا شده باشد.
- از زمان اتمام یا بهره‌برداری پروژه نباید بیش از پنج سال گذشته باشد.
- ثبت نام در فراخوان، به تأیید شهرداری یا سازمان اجرایی مسئول در مدیریت شهری هر شهر، رسیده باشد.
- نکته: به‌رغم تأکید بر تأیید پروژه‌ها و تجارب اجرا شده از سوی مدیریت شهری برای شرکت در رقابت؛ هیئت داوران این امکان را دارد تا پروژه‌ها و تجارب نوآورانه انجام شده مستقل از مدیریت شهری را مورد توجه و ارزیابی قرار دهد.

## ادوار رقابت
از آغاز فعالیت جایزه خشت طلایی تا سال ۱۴۰۰ پنج دوره از این رقابت برگزار شده‌است. در ادامه ادوار مختلف رقابت فهرست می‌شود.

### دورهٔ اول
نخستین دوره این جایزه (۱۳۹۳)، در حوزه «مدیریت شهری» در مقیاس ملی و با تأکید بر پروژه‌های عمرانی شهر تهران و تقدیر از سه پروژه برگزار گردید و مهمانان و اندیشمندان حوزه شهری، در نشستی تخصصی، پیرامون موضوع «توسعه شهری» به بحث و تبادل نظر پرداختند.
| آثار برگزیده دور اول جایزه خشت طلایی | آثار برگزیده دور اول جایزه خشت طلایی | آثار برگزیده دور اول جایزه خشت طلایی | آثار برگزیده دور اول جایزه خشت طلایی | آثار برگزیده دور اول جایزه خشت طلایی | آثار برگزیده دور اول جایزه خشت طلایی |
| ------------------------------------ | ------------------------------------ | ------------------------------------ | ------------------------------------ | ------------------------------------ | ------------------------------------ |

برگزیدگان دوره نخست رقابت به شرح زیر معرفی شدند.
1. پروژه تونل و بزرگراه طبقاتی صدر- نیایش، در حوزه زیرساخت‌های شهری
2. پروژه پل طبیعت، در حوزه فرهنگی و اجتماعی
3. پروژه باغ ایرانی، در حوزه توسعه فضای سبز

### دورهٔ دوم
دومین دوره جایزه سال ۱۳۹۴، با تأکید بر موضوع «جهان-محلی» در ۷ محور برگزار شد. در این رقابت ۳۳۰ پروژه شهری از سراسر جهان، توسط داوران ارزیابی و به ۲۴ پروژه منتخب، جوایزی اهدا شد. در این دوره نشست‌های تخصصی نیز با حضور اندیشمندان بین‌المللی در دو موضوع «جهان-محلی» و «خواهر خوانده‌های شهری» برگزار گردید. مراسم پایانی این رقابت با حضور محمدباقر قالیباف شهردار وقت تهران روز نهم آبان‌ماه ۱۳۹۴ برگزار شد. او از جایزه خشت طلایی به عنوان امکانی برای رسیدن به اجماع در خصوص مسائل اساسی شهرها یاد کرد.
| آثار برگزیده دور دوم جایزه خشت طلایی | آثار برگزیده دور دوم جایزه خشت طلایی | آثار برگزیده دور دوم جایزه خشت طلایی | آثار برگزیده دور دوم جایزه خشت طلایی | آثار برگزیده دور دوم جایزه خشت طلایی | آثار برگزیده دور دوم جایزه خشت طلایی |
| ------------------------------------ | ------------------------------------ | ------------------------------------ | ------------------------------------ | ------------------------------------ | ------------------------------------ |

پروژه‌های برگزیده در دومین دوره رقابت خشت طلایی در دو بخش ایرانی و خارجی معرفی شده‌است.
پروژه‌های برگزیده خارجی
1. کاهش ۴ درجه‌ای هوای شهر با استفاده از فضای سبز (استرالیا / ملبورن)
2. استراتژی توسعه محله ای لیسبون از طریق اولویت بندی (پرتغال / لیسبون)
3. مقابله با فساد اداری در ساخت و سازهای شهری (کره جنوبی / سئول)
4. سیستم هوشمند و یکپارچه اطلاعات و پایش خدمات (برزیل / ریودوژانیرو)
5. سیستم به اشتراک گذاری دوچرخه بین مردم (چین / هانگ ژو)
6. سالمندان و امنیت و سلامت اجتماعی آنان (فنلاند / هلسینکی)
7. شبکه اینترنتی بی‌سیم (wifi) رایگان برای عموم شهروندان (آفریقای جنوبی / پروتوریا)
8. یکصد شهر هوشمند (هند / دهلی نو)

پروژه‌های برگزیده ایرانی
1. باغ خانواده (ایران / شیراز)
2. احیای میدان کهنه و مسجد عتیق (ایران / اصفهان)
3. سایت ایده شهر (ایران / مشهد)
4. احیای بافت عتیق
5. دریاچه شهدای خلیج فارس (معاونت فنی – عمرانی و منطقه ۲۲ شهرداری تهران)
6. باغ موزه قصر،" تبدیل زندان به یک مرکز فرهنگی " (شرکت توسعه فضاهای فرهنگی)
7. نگارخانه ای به وسعت یک شهر و جشنواره شاهدان شهر (سازمان زیباسازی)
8. طراحی و اجرای نیمه شمالی خط ۳ (شرکت مترو)
9. بانوی شایسته محله در تفکیک زباله (مدیریت پسماند و شهرداری منطقه ۱۱)
10. فن بازار و پارک فناوری شهر (مرکز مطالعات و برنامه‌ریزی شهری)
11. طرح خانه به خانهٔ ارتباطی و شبگردی ارتباطی تهران (مرکز ارتباطات و امور بین‌الملل)
12. طرح توانمندسازی بانوان و اشتغال زایی و ایجاد شبکه کار (ستاد توانمند سازی بانوان)
13. مهمان تهران، طرح گردشگری خلاقانه تهران (سازمان رفاه)
14. تیم اجتماعی مداخله گر در رفتارهای بزهکارانه جوانان
15. ارتقای سلامت اجتماعی از طریق ورزش
16. محلات بدون کربن

### دورهٔ سوم
سومین دوره جایزه سال ۱۳۹۵، با همراه سمن‌های بین‌المللی در ۷ محور برنامه‌ریزی شد. فراخوان این دوره از رقابت مردادماه سال ۱۳۹۵ منتشر شد. با انجام فرایند داوری و بررسی بیش از ۴۰۰ پروژه با نظر هیئت داوران، از ۲۴ پروژه تقدیر شد. در این دوره، دو نشست تخصصی با حضور استادان دانشگاه و حرفه مندان در موضوعات «شهر هوشمند» و «تاب آوری» برپا شد. برگزاری دوره چهارم، با توجه به تغییرات مدیریتی کلان صورت پذیرفته، برای دو سال به تعویق افتاد، امین عارف نیا مدیر وقت مرکز ارتباطات و امور بین‌الملل شهرداری ضرورت بازنگری در نحوه برگزاری این رویداد را دلیل تعویق آن اعلام کرده بود.
| آثار برگزیده دور سوم جایزه خشت طلایی | آثار برگزیده دور سوم جایزه خشت طلایی | آثار برگزیده دور سوم جایزه خشت طلایی | آثار برگزیده دور سوم جایزه خشت طلایی | آثار برگزیده دور سوم جایزه خشت طلایی | آثار برگزیده دور سوم جایزه خشت طلایی |
| ------------------------------------ | ------------------------------------ | ------------------------------------ | ------------------------------------ | ------------------------------------ | ------------------------------------ |

پروژه‌های برگزیده سومین دوره رقابت خشت طلایی در دو بخش ایرانی و خارجی معرفی شده‌است.
پروژه‌های برگزیده خارجی
1. بازسازی میدان جمهوری – پاریس – فرانسه (حوزه معماری و شهرسازی و حفاظت از میراث فرهنگی)
2. بازارچه خرید و فروش Encants – بارسلونا – اسپانیا (حوزه تأمین و توسعه زیر ساخت‌ها، امکانات و خدمات ضروری شهر)
3. از خیابان شلوغ و پرترافیک تا بهشت پیاده‌روی – وین – اتریش (حوزه تأمین و توسعه زیر ساخت‌ها، امکانات و خدمات ضروری شهر)
4. اقلیم برلین ۲۰۵۰: شهر بدون کربن – برلین – آلمان (حوزه حکمروایی محلی، برنامه‌ریزی و مدیریت شهری)

پروژه‌های برگزیده ایرانی
1. پیاده راه فرهنگی – تاریخی میدان شهرداری – رشت – ایران (حوزه معماری و شهرسازی و حفاظت از میراث فرهنگی)
2. رصدخانه شهری- تهران – ایران (حوزه شهرهوشمند و دولت الکترونیک شهری)
3. بوستان زندگی، محله هرندی تهران -ایران (حوزه احیای هویت و ارتقای کیفیت زندگی)
4. امحا دریاچه شیرآبه پسماندهای ۱۰ ساله آراد کوه – تهران – ایران (حوزه توسعه پایدار و محیط زیست شهری)
5. مراکز بازتوانی و توانمندسازی بهاران – تهران – ایران (حوزه وسعه فرهنگی و اجتماعی شهرها، پروژه‌های مسیر سلامت)

### دورهٔ چهارم
چهارمین دوره جایزه سال ۱۳۹۸ با شعار «شهرهای هوشمند، تاب آور و زیست پذیر برای همه» در ۷ محور تخصصی برگزار شد. در این دوره از رقابت ۱۹۷ پروژه از ایران و ۳۲۲ پروژه از ۲۷ کشور دنیا به دبیرخانه رقابت ارسال شد؛ مستند به گفته مدیر کل وقت مرکز ارتباطات و امور بین‌الملل شهرداری؛ استقبال از رقابت نسبت به دوره پیش با رشد ۱۰۰ درصدی روبرو شد. همزمان با چهارمین دوره جایزه جهانی خشت طلایی تهران، از نماد شهرهای دوست و خواهرخوانده تهران با هدف گسترش تعامل، همزیستی و صلح جهانی، در برج میلاد تهران رونمایی شد. مراسم پایانی چهارمین دوره این رقابت با حضور پیروز حناچی شهردار وقت تهران برگزار شد. همچنین پیام آنتونیو گوترش دبیرکل سازمان ملل متحد به این رقابت نیز قرائت شد. سید عباس موسوی، سخنگوی وقت وزارت امورخارجه از رقابت «خشت طلایی» به عنوان امکانی برای تبادل تجربیات و همکاری با سایر کشورها یاد کرد.
برگزیدگان
پروژه‌های برگزیده چهارمین دوره رقابت خشت طلایی در دو بخش ایرانی و خارجی معرفی شده‌است.
| توسعه پایدار، تاب آوری و زیست پذیری شهری Resiliency, Livability and Sustainable Urban Development                                            | سامانه هشدار سریع زلزله و شبکه راه‌های اضطراری | تهران - ایران             | اول شد   |
| توسعه پایدار، تاب آوری و زیست پذیری شهری Resiliency, Livability and Sustainable Urban Development                                            | تأمین هوشمند روشنایی خیابان‌های آمستردام (Smart Street lighting Powered by Direct Current at Port of Amesterdam) | آمستردام - هلند           | دوم شد   |
| توسعه پایدار، تاب آوری و زیست پذیری شهری Resiliency, Livability and Sustainable Urban Development                                            | تهیه دستورالعمل جهت طراحی و بهینه‌سازی کانال و مخازن اکولوژیک شیراز. | شیراز - ایران             | سوم شد   |
| توسعه پایدار، تاب آوری و زیست پذیری شهری Resiliency, Livability and Sustainable Urban Development                                            | تهیه ضوابط اجرایی انرژی‌های نو و تجدیدپذیر در ساختمان‌های شهر سفر رایگان شهری با زباله (Free Travel with Recycled Waste) عمارت انرژی سبز در آلمان (Green Energy Pavilion in Germany) | تهران - ایران ترکیه آلمان | تقدیر شد |
| مشارکت شهروندان و توسعه فرهنگی و اجتماعی شهر Public Participation and Urban Soclo – Cultural Development                                     | زنان خورشیدی؛ نیکاراگوئه Nicaraguan Women Cook with the Sun and Grow Organic Vegetables | نیکاراگوئه                | اول شد   |
| مشارکت شهروندان و توسعه فرهنگی و اجتماعی شهر Public Participation and Urban Soclo – Cultural Development                                     | جشنواره نقاشی شهری که من دوست دارم ویژه کودکان | تهران - ایران             | دوم شد   |
| مشارکت شهروندان و توسعه فرهنگی و اجتماعی شهر Public Participation and Urban Soclo – Cultural Development                                     | استفاده از اپلیکیشن Safetipin برای ایجاد فضاهای عمومی ایمن‌تر و فراگیر Using Safetipin to Build Safer and Inclusive Public Spaces | هند                       | سوم شد   |
| مشارکت شهروندان و توسعه فرهنگی و اجتماعی شهر Public Participation and Urban Soclo – Cultural Development                                     | اجرای طرح دستچین در میدان‌های عرضه میوه و تره بار (عرضه محصولات به انتخاب مشتری) اجرای طرح سبد مهربانی با شعار حمایت از اقشار آسیب‌پذیر | تهران - ایران هند         | تقدیر شد |
| معماری، شهرسازی، میراث فرهنگی و بازآفرینی شهری Architecture, Urbanism, Cultural Heritage and Urban Regeneration                              | راه‌اندازی موزه‌های ثبت احوال، جنگ و دخانیات و نیز احیای ۱۰ خانه بافت تاریخی در حصار ناصری | تهران و ایران             | اول شد   |
| معماری، شهرسازی، میراث فرهنگی و بازآفرینی شهری Architecture, Urbanism, Cultural Heritage and Urban Regeneration                              | مرمت و بازسازی عمارت تاریخی شهرداری اردبیل | اردبیل - ایران            | دوم شد   |
| معماری، شهرسازی، میراث فرهنگی و بازآفرینی شهری Architecture, Urbanism, Cultural Heritage and Urban Regeneration                              | حیات مدنی در حیاط شهری تبریز | تبریز - ایران             | سوم شد   |
| معماری، شهرسازی، میراث فرهنگی و بازآفرینی شهری Architecture, Urbanism, Cultural Heritage and Urban Regeneration                              | ساماندهی مرکز تاریخی – فرهنگی تهران؛ طراحی شهری – محیطی بستر خیابان‌های منطقه ۱۲ شهرداری تهران دسترسی جدید به مرکز تاریخی جیرونلا (New Access to Gironella's Historic Center) روح فرهنگ در کالبد دارکوب پیر (تبدیل آب انبار قدیمی به آمفی‌تئاتر روباز) مرمت و بازسازی خانه جلال‌آل احمد و سیمین دانشور و ایجاد خانه موزه | تهران اسپانیا کاشان تهران | تقدیر شد |
| شهر هوشمند و خلاق انسان‌محور Smart and Creative Human – Oriented Cities                                                                       | سامانه تهران من | تهران و ایران             | اول شد   |
| شهر هوشمند و خلاق انسان‌محور Smart and Creative Human – Oriented Cities                                                                       | سرزمین فکر بازیا | تهران - ایران             | دوم شد   |
| شهر هوشمند و خلاق انسان‌محور Smart and Creative Human – Oriented Cities                                                                       | ایستگاه‌های شارژ فوق سریع برای وسایل نقلیه برقی Ultrafast Charging Station for Electric Vehicles | دانمارک                   | سوم شد   |
| شهر هوشمند و خلاق انسان‌محور Smart and Creative Human – Oriented Cities                                                                       | هوشمندسازی، حمایت و راه‌اندازی ۱۷ استارتاپ در سطح منطقه ۲ شهرداری تهران پروژه کارت شهروندی کاشان کارت؛ کاشان، شهری بدون پول نقد | تهران کاشان               | تقدیر شد |
| تأمین منابع، سرمایه‌گذاری، کارآفرینی، اشتغال و اقتصاد شهری Provision of Resources, Investment, Enterpreneurship, Employment and Urban Economy | کارخانه نوآوری آزادی | تهران و ایران             | اول شد   |
| تأمین منابع، سرمایه‌گذاری، کارآفرینی، اشتغال و اقتصاد شهری Provision of Resources, Investment, Enterpreneurship, Employment and Urban Economy | خانه‌های گلی در محله کالا؛ بعلبک Cultural Heritage and Urban Development: Mud Houses in Kalaa Beighbourhood | بعلبک - لبنان             | دوم شد   |
| تأمین منابع، سرمایه‌گذاری، کارآفرینی، اشتغال و اقتصاد شهری Provision of Resources, Investment, Enterpreneurship, Employment and Urban Economy | مرکز توسعه فناوری‌های هوشمند و کسب‌وکارهای شهری | تهران - ایران             | سوم شد   |
| تأمین منابع، سرمایه‌گذاری، کارآفرینی، اشتغال و اقتصاد شهری Provision of Resources, Investment, Enterpreneurship, Employment and Urban Economy | احیای بناهای رها شده و فضاهای خالی و متروکه در شهر قزوین برنامه خیابان مسکو Moscow Street Programme | تهران مسکو روسیه          | تقدیر شد |
| توسعه زیرساخت‌ها، حمل‌ونقل عمومی و خدمات شهری Development of Infrastructures, Public Transportation and Urban Services                         | سامانه دوچرخه اشتراکی هوشمند (بیدود) | تهران - ایران             | اول شد   |
| توسعه زیرساخت‌ها، حمل‌ونقل عمومی و خدمات شهری Development of Infrastructures, Public Transportation and Urban Services                         | سامانه و اپلیکیشن اسکوترهای برقی Econduce: Shared Electric Scooters Service | مکزیک                     | دوم شد   |
| توسعه زیرساخت‌ها، حمل‌ونقل عمومی و خدمات شهری Development of Infrastructures, Public Transportation and Urban Services                         | واحد سیار معاینه فنی خودروها | تهران - ایران             | سوم شد   |
| توسعه زیرساخت‌ها، حمل‌ونقل عمومی و خدمات شهری Development of Infrastructures, Public Transportation and Urban Services                         | طراحی و احداث خط هفت مترو تهران دوچرخه سواران تحلیلی برای شهر هوشمند Kappo – Cyclists Analytics for Smart Cities | تهران شهر کاپو در شیلی    | تقدیر شد |
| ارتقای حکمروایی محلی، برنامه‌ریزی و مدیریت شهری Promoting Local Gevernmance, Planning and Management                                          | اصلاح سیستم تحویل وعده غذایی در مدرسه School meal delivery system reform-Kazan | کازان - ایران             | اول شد   |
| ارتقای حکمروایی محلی، برنامه‌ریزی و مدیریت شهری Promoting Local Gevernmance, Planning and Management                                          | سامانه شفافیت تهران | تهران - ایران             | دوم شد   |
| ارتقای حکمروایی محلی، برنامه‌ریزی و مدیریت شهری Promoting Local Gevernmance, Planning and Management                                          | استراتژی تحول شهری ترکستان Strategy of Urban Tranformation of Turkistan City | ترکستان - قزاقستان        | سوم شد   |
| ارتقای حکمروایی محلی، برنامه‌ریزی و مدیریت شهری Promoting Local Gevernmance, Planning and Management                                          | رهایی از دوزخ: از بی‌تفاوتی تا شهروندی فعال Curing the Limbo: from Apathy to Active Citizenship ، نظارت بر رونق و پایدار شهری در ۱۵۲ شهرداری مکزیک Monitoring Urban Prosperity and Sustainability in 152 Municipalities in Mexico سیستم حیاط برای مدیریت فضاهای عمومی Courtyard System for Management of Public Spaces | یونان مکزیک کنیا          | تقدیر شد |

### دورهٔ پنجم
پنجمین دوره جایزه آذرماه سال ۱۳۹۹ با شعار " شهرهای سالم؛ اقدامات محلی، اثرات جهانی " در ۷ محور برنامه‌ریزی و برگزار شد. با توجه به شیوع ویروس کووید۱۹ در سراسر جهان، رویداد با مشارکت‌کنندگانی از کشورهای مختلف به صورت آنلاین برگزار می‌گردد و تبادل نظر در نشست‌های تخصصی پیرامون موضوع پاندمی شهری خواهد بود. در پنجمین دوره این رقابت مجموعا۵۴۱ پروژه و فعالیت حوزه شهری به دبیرخانه رقابت ارسال شده‌است که دربرگیرنده ۲۴۵ اثر از ایران و ۲۹۶ پروژه از کشورهای مختلف جهان مورد بررسی قرار گرفته‌است. بر اساس گزارش‌های منتشر شده آثار و پروژه‌های خارجی از ۱۹۴ شهر و ۵۸ کشور دریافت شده‌است که بیشترین آثار و پروژه‌ها در معماری و شهرسازی و میراث فرهنگی بوده‌است.
برندگان پنجمین دوره جایزه جهانی خشت طلایی در ۷ محور معرفی شدند.
| آثار برگزیده دور پنجم جایزه خشت طلایی | آثار برگزیده دور پنجم جایزه خشت طلایی | آثار برگزیده دور پنجم جایزه خشت طلایی | آثار برگزیده دور پنجم جایزه خشت طلایی | آثار برگزیده دور پنجم جایزه خشت طلایی | آثار برگزیده دور پنجم جایزه خشت طلایی |
| ------------------------------------- | ------------------------------------- | ------------------------------------- | ------------------------------------- | ------------------------------------- | ------------------------------------- |

گردشگری
1. محور تاریخی – فرهنگی از همدان
2. بازگشت باغ‌ها از مسکو روسیه
3. مجموعه فرهنگی رازی از تهران
4. محیط زیست
5. پروژه توسعه دوچرخه‌سواری از تهران
6. پروژه‌های پارک طبیعی ساند از کپنهاگ در دانمارک
7. پارک صد ساله چلالنگ کورن از بانکوک در تایلند
8. سلامت
9. طرح کاهش پسماند (کاپ) از تهران
10. پروژه‌های مسیر سلامت از اردبیل
11. باغ معلق سئولو از سئول در کره جنوبی
12. مشارکت شهروندان و توسعه فرهنگی و اجتماعی شهر
13. پروژه فروشگاه دست دوم فروشی از مونیخ در آلمان
14. پروژه‌های برنامه‌های فرهنگی برج میلاد در دوران پاندمی کرونا از تهران
15. خیابان متعلق به شماست از لیسبون در پرتغال
16. نوآوری، فناوری و شهر هوشمند
17. شهر در دسترس از گدنیا در لهستان
18. پروژه‌های مدیریت مکانیزه فضاهای پارک حاشیه‌ای از تهران
19. اپلیکیشن شهر من از مشهد
20. اقتصاد شهری، سرمایه‌گذاری و کارآفرینی
21. پروژه احیای کهن پیشه‌ها از قزوین
22. پروژه‌های رونق تجارت ملی در دوران پاندمی کروما از گاوا در اسپانیا
23. نقشه تعاملی مشاغل محلی از ایسی له مولینو در فرانسه
24. حکمروایی محلی، برنامه‌ریزی و مدیریت شهری
25. پروژه شهرنشینی در بوینس آیرس از بوینس آیرس در آرژانتین
26. شهر یادگیرنده از یزد
27. احیای محدوده تاریخی منطقه ۱۲ شهر تهران